# Myrcha
Myrcha – wieś w Polsce położona w województwie mazowieckim, w powiecie siedleckim, w gminie Wiśniew. Ma status sołectwa.

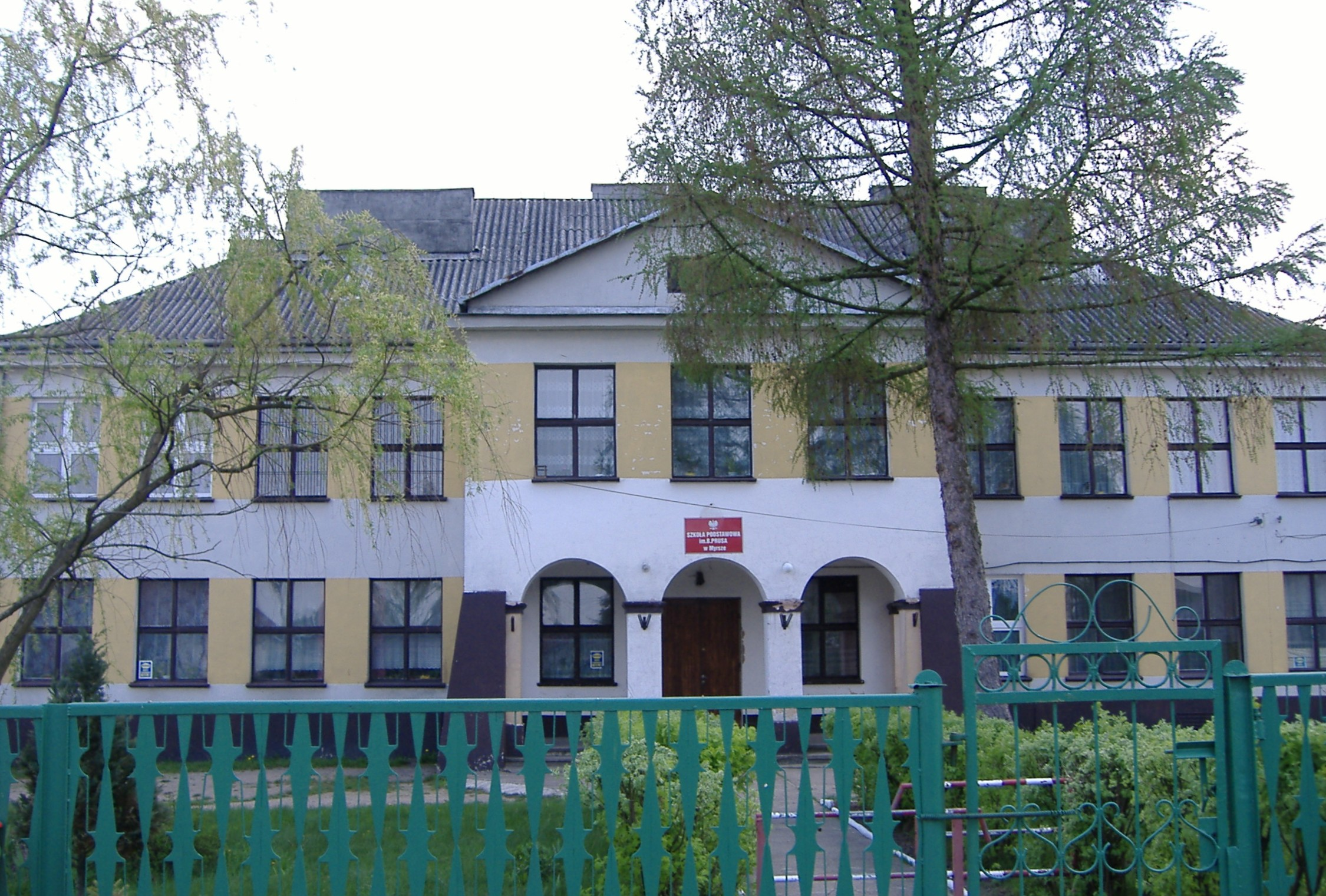
Szkoła podstawowa w Myrsze

Wierni Kościoła rzymskokatolickiego należą do parafii Najświętszego Serca Jezusowego w Wiśniewie.
W latach 1975−1998 miejscowość administracyjnie należała do województwa siedleckiego.
Od 1827 r. wieś rządowa. Obecnie przebiega tędy droga powiatowa Mościbrody − Rakowiec. Wieś ta leży na obrzeżach Siedlec.